# Stereosternum
Stereosternum is een geslacht van uitgestorven reptielen uit het Perm. Dit dier behoort tot de orde Mesosauria.

## Beschrijving
Dit dertig centimeter lange vleesetend reptiel had een langgerekt lichaam met een tiental halswervels, korte ledematen en een afgeplatte staart. De bek was bezet met naaldvormige tanden.

## Leefwijze
Dit aquatische dier leefde in zee en voedde zich met de daarin voorkomende kreeftachtigen, die met de fijne, spitse tanden uit het water werden gefilterd.

## Vondsten
Fossielen zijn gevonden in Zuid-Afrika, Brazilië en Paraguay.